# Elecciones parlamentarias de Noruega de 1945
Las elecciones parlamentarias de Noruega fueron realizadas el 8 de octubre de 1945, siendo las primeras elecciones realizadas después de la Segunda Guerra Mundial y el fin de la ocupación alemana. El resultado fue la victoria para el Partido Laborista, el cual ganó 76 de los 150 escaños en el Storting, siendo la primera vez que un partido había adquirido mayoría absoluta desde las elecciones de 1915.

## Resultados
|                             |           |      |         |       |
| Partido                     | Votos     | %    | Escaños | +/–   |
| Partido Laborista Noruego   | 609.348   | 41.0 | 76      | +6    |
| Høyre                       | 252.608   | 17.0 | 25      | –11   |
| Venstre                     | 204.852   | 13.8 | 20      | –3    |
| Partido Comunista           | 176.535   | 11.9 | 11      | +11   |
| Partido del Centro          | 119.362   | 8.0  | 10      | –8    |
| Partido Demócrata Cristiano | 117.813   | 7.9  | 8       | +6    |
| Nueva Noruega               | 1.845     | 0.1  | 0       | Nuevo |
| Otros partidos              | 2,809     | 0.2  | 0       | –     |
| Votos salvajes              | 53        | 0.0  | –       | –     |
| Votos en blanco/nulos       | 12.969    | –    | –       | –     |
| Total                       | 1.498.194 | 100  | 150     | 0     |
| Participación electoral     | 1.961.977 | 76.4 | –       | –     |
| Fuente: Nohlen & Stöver     |           |      |         |       |